# Kumiko
Kumiko steht für:

## Holztechnik
Kumiko ist eine traditionelle japanische Technik der Holzbearbeitung. Filigrane Holzleisten werden in verschiedenen Winkeln überblattet und hochpräzise gefügt. Dies bildet ein regelmäßiges, komplexes und  belastungsstabiles Muster. Kumiko ist unter anderem ein Dekorelement in aufwändigeren Shōji.

## Vorname
Kumiko ist auch ein weiblicher Vorname. Er stammt aus Japan.
Er kann abgeleitet werden vom Kanji 久 (ku) für lange Zeit, 美 (mi) für schön und 子 (ko) für Kind. Andere Kanji-Kombinationen sind möglich. Übersetzt heißt der Name etwa Ewig schönes Kind oder Lange Zeit schönes Kind.
Bekannte Namensträgerinnen sind:
- Kumiko Imura (* 1981), japanische Weitspringerin
- Kumiko Ogura (* 1983), japanische Badmintonspielerin
- Kumiko Ōkawa (* 1946), japanische Eiskunstläuferin
- Kumiko Omura (* 1970), japanische Komponistin
- Kumiko Watanabe (* 1965), japanische Synchronsprecherin
- Kumiko Kōda (* 1982), japanische Sängerin